# Henn János
Henn János (Marosvásárhely, 1971. július 1. –) erdélyi magyar színész.

## Életpályája
1991-1995 között a Marosvásárhelyi Művészeti Egyetem színész szakán tanult, majd a helyi Nemzeti Színház Tompa Miklós Társulat tagja lett.

## Filmszerepei
- Erdélyi novellafüzér – Rendező: Szőnyi G. Sándor, 1999
- Életem mint égő fáklya – Rendező: Katyi Antal, 2002
- Magam vagyok – Rendező: Vízi Márta, 2019
- Ahogy elképzeltem – Rendező: Farkas Júlia, 2022
- Tündérkert – Kísértések kora – Rendező: Madarász Isti, 2023

## Díjai
- Bioeel-Kemény-díj (2021)[4]
- Magyar Színházak Kisvárdai Fesztiválja – Legjobb férfi mellékszereplő díja (2020)[5]